# Qiaowanlong
Qiaowanlong (лат.; от кит. 橋灣龍 «цяованьлун», буквально — дракон из Цяовань) — монотипический род растительноядных динозавров из клады Somphospondyli инфраотряда завропод, живших во времена нижнемеловой эпохи (125,0—100,5 млн лет назад) на территории современной провинции Ганьсу (КНР). Представлен единственным видом — Qiaowanlong kangxii.

## Описание
Высота представителей вида Qiaowanlong kangxii составляла около 3,3 метра[уточнить], длина тела — 12—13 метров. Вес особей достигал 10 тонн. Единственный известный экземпляр включает шейные позвонки, часть тазового пояса и несколько неопознанных фрагментов кости.
Ископаемые остатки были обнаружены в 2007 году в бассейне Юйцзиньцзы (провинция Ганьсу, КНР) и были описаны палеонтологами Ю Хайлу и Ли Дацином в 2009 году.
Название рода Цяованьлун соединяет название города Цяовань (пиньинь Qiaowan), ранее важный город-крепость на Великом шелковом пути, и китайское слово лун (пиньинь long) — «дракон». Название вида Qiaowanlong kangxii дано в честь императора, правившего под девизом Канси (1654—1722; по легенде, император однажды написал знаменитое стихотворение о драконе, которого увидел летящим).

## Систематика
Qiaowanlong признан близким родственником к роду Sauroposeidon (Северная Америка). В 2013 году перенесён из семейства брахиозаврид в кладу Somphospondyli.